# Разгар (альбом)
Разгар — первый полноценный студийный альбом российского хип-хоп- и регги- музыканта RasKar'а (бывшего участника группы «Дабац»), выпущенный в 2014 году под собственном лейблом «ЛевПравЗвук».

## Об альбоме
Альбом является дебютной работой Raskar’а (не считая мини-альбома «Молодые львы» вышедшего в 2012 году) после распада группы Дабац, в которой он являлся солистом и занимался продюсированием.
Самим автором альбом был охарактеризован как «регги XXI века». В подтверждении этого, в альбоме представлено множество совместных композиций с музыкантами самых разных жанров. Среди них жёсткая композиция «Теория заговора» с культовой группой Тараканы!, неожиданно серьёзная и нравоучительная «Запомни мои слова» с Anacondaz, нежная и лирическая рагга «Опасна» с Хамилем из Касты.
Алексей Мажаев в своей рецензии выделяет тему провозглашения жизненного манифеста артиста, рефреном проходящую через все треки альбома. Им отмечается даже некоторый перебор с самопозиционированием («Мне так нравится, когда я делаю то, что мне нравится», «Спасибо, что вы мне не дали стать таким же, как вы»), но обходящийся при этом без «звериной серьёзности», с которой принято нахваливать себя в хип-хопе.
Отмечается, что в этой работе сконцентрирован весь продюсерский опыт RasKar’а, который, по его мнению, является самым сильным отечественным классическим хип-хоп-продюсером наших дней.

## Список композиций
| №                   | Название                                     | Длительность |
| ------------------- | -------------------------------------------- | ------------ |
| 1.                  | «Разгар (feat. МОСБРАС)»                     | 3:33         |
| 2.                  | «Само собой (feat. Кравц)»                   | 3:37         |
| 3.                  | «Слабость»                                   | 3:11         |
| 4.                  | «Фон (feat. Check)»                          | 3:55         |
| 5.                  | «Таким же как вы (feat. Staisha)»            | 3:59         |
| 6.                  | «Теория заговора (feat. Сид (Тараканы!))»    | 3:33         |
| 7.                  | «Провал»                                     | 3:33         |
| 8.                  | «Запомни мои слова (feat. Сега (Anacondaz))» | 3:41         |
| 9.                  | «Всё возможно (feat. Андрей Звонкий)»        | 4:09         |
| 10.                 | «Нравится»                                   | 3:28         |
| 11.                 | «Милли»                                      | 3:00         |
| 12.                 | «Опасна (feat. Хамиль (Каста))»              | 3:10         |
| 13.                 | «По обе стороны (feat. Сальто назад)»        | 3:33         |
| 14.                 | «Она моя»                                    | 3:39         |
| Общая длительность: | Общая длительность:                          | 50:05        |

## Видео
- 2014 — «Нравится»
- 2015 — «Таким же как вы»